# Chant IX de l'Énéide
Le Chant IX de l’Énéide de Virgile relate l'assaut des Latins contre les Troyens en l'absence d'Énée.

## Décision d'attaquer le camp troyen
Junon, constatant qu’Énée a quitté le camp troyen, envoie Iris inciter Turnus à attaquer celui-ci.
Turnus et ses hommes se rendent au camp, mais les Troyens se retranchent dans leur forteresse. Turnus cherche alors à provoquer la bataille en incendiant les navires troyens, mais Jupiter fait échouer la manœuvre en changeant les vaisseaux en nymphes :
| « “Ne trepidate meas, Teucri, defendere nauis neue armate manus : maria ante exurere Turno [...] [...] Vos ite solutae, ite deae pelagi : genetrix iubet.” Et sua quaeque continuo puppes abrumpunt uincula ripis delphinumque modo demersis aequora rostris ima petunt. Hinc uirgineae mirabile monstrum quot prius aeratae steterant ad litora prorae reddunt se totidem facies pontoque feruntur. Obstipuere animis Rutuli, conterritus ipse turbatis Messapus equis, cunctatur et amnis rauca sonans reuocatque pedem Tiberinus ab alto. » — IX, 114-125 | « “Troyens, ne craignez pas pour mes vaisseaux chéris; L'audacieux Turnus en vain les a proscrits : [...] Et vous, augustes nefs, trop longtemps vagabondes, Soyez libres, partez, fendez les flots amers; Cybèle vous ajoute aux déités des mers.” Chaque nef à ces mots rompt le nœud qui l'arrête Et tels qu'en l'Océan plongeant leur large tête Les folâtres dauphins se cachent dans les flots, Ainsi leurs becs d'airain descendent dans les eaux. Tout à coup, ô prodige! autant qu'entre ses rives Le Tibre hospitalier reçut de nefs captives, Autant on voit sortir de jeunes déités Montrant leurs seins de lis sur les flots argentés. Des Rutules troublés la surprise est extrême; Messape est consterné; le vieux Tibre lui même Suspend son cours, murmure au fond de ses roseaux Et vers leur source antique il rappelle ses eaux. » — Traduction Jacques Delille |

Turnus, sans se laisser impressionner, fait valoir auprès de sa troupe qu'aucune retraite n'est plus possible pour les Troyens, lesquels commencent à s'inquiéter. Le soir venu, Turnus met le siège devant le campement, et ses soldats décident de se détendre en jouant et buvant.

## L’expédition de nuit
La nuit tombée, Euryale et Nisus avertissent Ascagne qu’ils comptent sortir du camp pour rejoindre Énée. Autorisés à partir, ils traversent le camp des Rutules, tous endormis à cause de la fatigue ou de l'ivresse, et en profitent pour en tuer un grand nombre. Le massacre perpétré par Nisus est particulièrement violent : il égorge le roi Rhamnés, le noble Rémus est décapité, et la belle tête du jeune Serranus pareillement roule dans la poussière. Les deux Troyens laissent le camp ennemi après s'être emparé d'un imposant butin, et notamment du casque de Messape, que coiffe Euryale. Un groupe de cavaliers latins qui rejoignait Turnus, Volcens à leur tête (le père du jeune roi Camertés) les aperçoit, repère Euryale aux reflets du clair de lune sur son casque et l’encercle. Euryale, encombré par son butin, ne peut s'échapper. Nisus, s’apercevant que son ami ne l’a pas suivi, rebrousse chemin et découvre qu'Euryale a été fait prisonnier. De sa cachette, de deux coups de javelot, il tue Sulmon et Tagus pour lui venir en aide. Volcens, n'ayant pas vu d'où venaient les traits, décide d'en faire payer le prix à Euryale. C'est alors que Nisus sort de l’ombre pour s'accuser et implorer Volcens d'épargner son ami. Volcens tue sur-le-champ Euryale d’un coup d’épée entre les côtes. Nisus venge son ami en se lançant dans une bataille seul contre tous, tuant Volcens, et mourant à son tour sous les coups de ses soldats. À l’aube, Turnus décide de lancer l’assaut contre le campement des Troyens.

## L’assaut
Les hommes de Turnus tentent en vain d’escalader les murs, étant repoussés par les Troyens à coups de pierres. Latins et Troyens subissent des pertes importantes, mais l’assaut ne cesse pas pour autant : Ascagne, protégé par Jupiter, tue Numanus, beau-frère de Turnus ; deux frères troyens, Pandare et Bitias, décident d’aller ouvrir les portes du camp, et massacrent les Latins qui tentent de pénétrer. Les Troyens font ensuite une sortie, pendant que Turnus se rue à l’intérieur avec quatre hommes. Turnus tue Bitias et Pandare qui, voyant son frère mort, avait décidé de refermer les portes. Turnus, assisté par Junon, n'a pas quitté le campement, et massacre les soldats troyens avant que ceux-ci ne se ressaisissent grâce à l’intervention de Mars. Finalement, Turnus, abandonné par Junon sur ordre de Jupiter après trois charges contre les soldats ennemis, se voit contraint de fuir, se jetant dans les eaux du fleuve depuis le haut des murailles.